# Governo De Gasperi II
Il Governo De Gasperi II è stato il primo esecutivo della Repubblica Italiana, nonché il primo nominato dall'Assemblea Costituente.
Esso, nato in seguito alle dimissioni del governo precedente a causa del mutamento della forma istituzionali dovuto al referendum istituzionale dello stesso anno, è rimasto in carica dal 14 luglio 1946 al 2 febbraio 1947 (sebbene già dimissionario dal precedente 20 gennaio), per un totale di 203 giorni, ossia 6 mesi e 19 giorni.
Il governo fu presieduto da Alcide De Gasperi e formato da una Coalizione di unità nazionale di esponenti della Democrazia Cristiana (DC), del Partito Comunista Italiano (PCI), del Partito Socialista Italiano di Unità Proletaria (PSIUP) e, per la prima volta, del Partito Repubblicano Italiano (PRI), che aveva fino ad allora rifiutato in opposizione alla monarchia. Vi partecipava, infine, l’Unione Democratica Nazionale nel quadro politico derivato dal Comitato di Liberazione Nazionale (CLN).
Diede le dimissioni il 20 gennaio 1947, a causa di una crisi interna al Partito Socialista dovuta ad una scissione che aveva dato origine al Partito Socialista dei Lavoratori Italiani (PSLI), che nel 1952 diverrà il Partito Socialista Democratico Italiano (PSDI).

## Compagine di governo

### Appartenenza politica
Al momento del giuramento dell’esecutivo, il 14 luglio 1946:
| Partito | Partito                                                | Presidente | Ministri | Commissari | Sottosegretari | Totale |
| ------- | ------------------------------------------------------ | ---------- | -------- | ---------- | -------------- | ------ |
|         | Democrazia Cristiana                                   | 1          | 7        | 1          | 10             | 19     |
|         | Partito Socialista Italiano di Unità Proletaria (1943) | -          | 4        | 2          | 5              | 11     |
|         | Partito Comunista Italiano                             | -          | 3        | -          | 5              | 8      |
|         | Partito Repubblicano Italiano                          | -          | 2        | -          | 3              | 5      |
|         | Unione Democratica Nazionale                           | -          | 1        | 1          | -              | 2      |
|         | Indipendente (politica)                                | -          | -        | 2          | -              | 2      |
| Totale  | Totale                                                 | 1          | 17       | 6          | 23             | 47     |

Con l’appoggio esterno di Partito d'Azione, Concentrazione Democratica Repubblicana, Partito dei Contadini d'Italia, Partito Cristiano Sociale e Fronte Democratico Progressista Repubblicano.
Al momento della sua caduta, il 20 gennaio 1947:
| Partito | Partito                                                | Presidente | Ministri | Commissari | Sottosegretari | Totale |
| ------- | ------------------------------------------------------ | ---------- | -------- | ---------- | -------------- | ------ |
|         | Democrazia Cristiana                                   | 1          | 8        | 3          | 9              | 21     |
|         | Partito Socialista Italiano di Unità Proletaria (1943) | -          | 4        | 2          | 6              | 12     |
|         | Partito Comunista Italiano                             | -          | 3        | -          | 5              | 8      |
|         | Partito Repubblicano Italiano                          | -          | 2        | 1          | 3              | 6      |
|         | Unione Democratica Nazionale                           | -          | -        | 1          | -              | 1      |
|         | Indipendente (politica)                                | -          | -        | 1          | -              | 1      |
| Totale  | Totale                                                 | 1          | 17       | 8          | 23             | 49     |

Con l’appoggio esterno di Partito d'Azione, Unione Democratica Nazionale, Concentrazione Democratica Repubblicana, Partito dei Contadini d'Italia, Partito Cristiano Sociale e Fronte Democratico Progressista Repubblicano.

### Provenienza geografica
La provenienza geografica dei membri del Consiglio dei ministri, alla formazione del governo, si può così riassumere:
| Regione               | Presidente | Ministri | Commissari | Sottosegretari | Totale |
| --------------------- | ---------- | -------- | ---------- | -------------- | ------ |
| Trentino-Alto Adige   | 1          | -        | -          | -              | 1      |
| Sicilia               | -          | 2        | 1          | 3              | 6      |
| Piemonte              | -          | 2        | -          | 4              | 6      |
| Emilia-Romagna        | -          | 4        | -          | 1              | 5      |
| Lombardia             | -          | 2        | 1          | 1              | 4      |
| Campania              | -          | 1        | -          | 3              | 4      |
| Puglia                | -          | -        | 2          | 2              | 4      |
| Sardegna              | -          | 1        | 1          | 1              | 3      |
| Lazio                 | -          | 3        | -          | -              | 3      |
| Calabria              | -          | 1        | -          | 2              | 3      |
| Liguria               | -          | -        | -          | 2              | 2      |
| Abruzzo               | -          | -        | 1          | 1              | 2      |
| Friuli-Venezia Giulia | -          | 1        | -          | -              | 1      |
| Veneto                | -          | 1        | -          | -              | 1      |
| Basilicata            | -          | -        | -          | 1              | 1      |
| Marche                | -          | -        | -          | 1              | 1      |
| Toscana               | -          | -        | -          | 1              | 1      |

### Situazione parlamentare
| Camera                | Collocazione     | Partiti                                                                    | Seggi     |
| --------------------- | ---------------- | -------------------------------------------------------------------------- | --------- |
| Assemblea Costituente | Maggioranza      | CLN (468): DC (207), PSIUP (115), PCI (104), UDN (42) Altri (23): PRI (23) | 491 / 556 |
| Assemblea Costituente | Appoggio esterno | CLN (7): Pd'A (7) Altri (5): CDR (2), FDPR (1), PCS (1), PCd'I (1)         | 12 / 556  |
| Assemblea Costituente | Opposizione      | UQ (30), BNL (16), MIS (4), PSd'Az (2), MUI (1)                            | 53 / 556  |

## Composizione
| Carica                                | Titolare                              | Titolare                                                    | Titolare                                               | Sottosegretari                                                                                                  | Sottosegretari                                                                                               |
| Presidenza del Consiglio dei ministri | Presidenza del Consiglio dei ministri | Presidenza del Consiglio dei ministri                       | Presidenza del Consiglio dei ministri                  | Sottosegretario di Stato alla Presidenza del Consiglio                                                          | Sottosegretario di Stato alla Presidenza del Consiglio                                                       |
| ------------------------------------- | ------------------------------------- | ----------------------------------------------------------- | ------------------------------------------------------ | --- | --- |
| Presidente del Consiglio dei ministri |                                       |                                                             | Alcide De Gasperi (DC)                                 | - Paolo Cappa (DC)                                                                                              | - Paolo Cappa (DC)                                                                                           |
| Ministri senza portafoglio            | Ministri senza portafoglio            | Ministri senza portafoglio                                  | Ministri senza portafoglio                             | Sottosegretari di Stato                                                                                         | Sottosegretari di Stato                                                                                      |
| Ministri senza portafoglio            |                                       |                                                             | Pietro Nenni (PSIUP) Fino al 18/10/1946                | Carica non assegnata                                                                                            | Carica non assegnata                                                                                         |
| Ministri senza portafoglio            |                                       |                                                             | Cino Macrelli (PRI) Dal 18/10/1946                     | Carica non assegnata                                                                                            | Carica non assegnata                                                                                         |
| Ministero                             | Ministri                              | Ministri                                                    | Ministri                                               | Sottosegretari di Stato                                                                                         | Sottosegretari di Stato                                                                                      |
| Affari esteri                         |                                       |                                                             | Alcide De Gasperi (DC) (ad interim) Fino al 18/10/1946 | - Antonio Giolitti (PCI) Fino al 18/10/1946 - Giuseppe Brusasca (DC) Dal 18/10/1946 - Giuseppe Lupis (PSIUP)    | - Antonio Giolitti (PCI) Fino al 18/10/1946 - Giuseppe Brusasca (DC) Dal 18/10/1946 - Giuseppe Lupis (PSIUP) |
| Affari esteri                         |                                       | Pietro Nenni (PSIUP) Dal 18/10/1946                         |                                                        | - Antonio Giolitti (PCI) Fino al 18/10/1946 - Giuseppe Brusasca (DC) Dal 18/10/1946 - Giuseppe Lupis (PSIUP)    | - Antonio Giolitti (PCI) Fino al 18/10/1946 - Giuseppe Brusasca (DC) Dal 18/10/1946 - Giuseppe Lupis (PSIUP) |
| Africa Italiana                       |                                       |                                                             | Alcide De Gasperi (DC) (ad interim)                    | Carica non assegnata                                                                                            | |
| Interno                               |                                       |                                                             | Alcide De Gasperi (DC)                                 | - Angelo Corsi (PSIUP)                                                                                          | |
| Grazia e Giustizia                    |                                       |                                                             | Fausto Gullo (PCI)                                     | - Achille Marazza (DC)                                                                                          | |
| Finanze                               |                                       |                                                             | Mauro Scoccimarro (PCI)                                | - Salvatore Scoca (DC) Fino al 18/10/1946 - Giuseppe Pella (DC) Dal 18/10/1946                                  | |
| Tesoro                                |                                       |                                                             | Epicarmo Corbino (PLI) Fino al 18/09/1946              | - Raffaele Pio Petrilli (DC) - Vincenzo Cavallari (PCI)                                                         | - Raffaele Pio Petrilli (DC) - Vincenzo Cavallari (PCI)                                                      |
| Tesoro                                |                                       | Giovanni Battista Bertone (DC) Dal 18/09/1946               |                                                        | - Raffaele Pio Petrilli (DC) - Vincenzo Cavallari (PCI)                                                         | - Raffaele Pio Petrilli (DC) - Vincenzo Cavallari (PCI)                                                      |
| Guerra                                |                                       |                                                             | Cipriano Facchinetti (PRI)                             | - Enrico Martino (PRI) - Luigi Chatrian (DC) Fino al 18/10/1946                                                 | |
| Aeronautica                           |                                       |                                                             | Mario Cingolani (DC)                                   | - Giosuè Fiorentino (PSIUP)                                                                                     | |
| Marina militare                       |                                       |                                                             | Giuseppe Micheli (DC)                                  | - Vito Mario Stampacchia (PSIUP) Dal 18/10/1946                                                                 | |
| Assistenza postbellica                |                                       |                                                             | Emilio Sereni (PCI)                                    | - Luigi Cacciatore (PSIUP) - Giovanni Carignani (DC)                                                            | |
| Industria e Commercio                 |                                       |                                                             | Rodolfo Morandi (PSIUP)                                | - Roberto Tremelloni (PSIUP) - Giuseppe Brusasca (DC) Fino al 18/10/1946 - Mario Assennato (PCI) Dal 18/10/1946 | |
| Commercio con l'estero                |                                       |                                                             | Pietro Campilli (DC)                                   | - Giuseppe Chiostergi (PRI)                                                                                     | |
| Agricoltura e Foreste                 |                                       |                                                             | Antonio Segni (DC)                                     | - Velio Spano (PCI)                                                                                             | |
| Lavori pubblici                       |                                       |                                                             | Giuseppe Romita (PSIUP)                                | - Pier Carlo Restagno (DC)                                                                                      | |
| Lavoro e Previdenza sociale           |                                       |                                                             | Ludovico D'Aragona (PSIUP)                             | - Gennaro Cassiani (DC)                                                                                         | |
| Trasporti                             |                                       |                                                             | Giacomo Ferrari (PCI)                                  | - Angelo Raffaele Jervolino (DC)                                                                                | |
| Marina mercantile                     |                                       |                                                             | Salvatore Aldisio (DC)                                 | - Giuseppe Montalbano (PCI)                                                                                     | |
| Poste e Telecomunicazioni             |                                       |                                                             | Mario Scelba (DC)                                      | - Luigi De Filpo (PCI)                                                                                          | |
| Pubblica Istruzione                   |                                       |                                                             | Guido Gonella (DC)                                     | - Giuseppe Salvatore Bellusci (PRI)                                                                             | |
| Alti Commissariati                    |                                       |                                                             |                                                        | | |
| Alimentazione                         |                                       |                                                             | Piero Mentasti (DC)                                    | Piero Mentasti (DC)                                                                                             | |
| Alimentazione                         |                                       | Luigi Renato Sansone (PSIUP) Alto Commissario Aggiunto      |                                                        | | |
| Alimentazione                         |                                       | Salvatore Aldisio (DC) Dal 19/10/1946                       |                                                        | | |
| Igiene e Sanità pubblica              |                                       |                                                             | Gino Bergami (PLI)                                     | Gino Bergami (PLI)                                                                                              | |
| Igiene e Sanità pubblica              |                                       | Nicola Perrotti (PSIUP) Alto Commissario Aggiunto           |                                                        | | |
| Sardegna                              |                                       |                                                             | Pietro Pinna Parpaglia (Indipendente)                  | Pietro Pinna Parpaglia (Indipendente)                                                                           | |
| Sicilia                               |                                       |                                                             | Igino Coffari (Indipendente) Fino al 6/8/1946          | Igino Coffari (Indipendente) Fino al 6/8/1946                                                                   | |
| Sicilia                               |                                       | Paolo D'Antoni (DC) (ad interim) Dal 6/8/1946 al 19/10/1946 |                                                        | | |
| Sicilia                               |                                       | Giovanni Selvaggi (PRI) Dal 19/10/1946                      |                                                        | | |
| Sicilia                               |                                       | Paolo D'Antoni (DC) Dal 31/10/1946 Vice Alto Commissario    |                                                        | | |

## Cronologia
Salvo diversa indicazione le notizie sono prelevate dalla pagina indicata in bibliografia del sito dellarepubblica.it

### 1946

#### Luglio
- 13 luglio - De Gasperi presenta al Capo provvisorio dello Stato la lista dei ministri; 8 democristiani, 4 comunisti, 2 socialisti, 2 repubblicani e 1 indipendente.
- 15 luglio - Si apre a Parigi la Conferenza di pace. La delegazione italiana è formata da De Gasperi, Saragat e Bonomi.
- 25 luglio - L'Assemblea costituente accorda la fiducia con 389 voti a favore, 53 contrari e 7 astensioni.

#### Agosto
- 10 agosto - De Gasperi, alla presenza di Saragat e Bonomi ed affiancato dagli ambasciatori italiani a Londra, Washington, Mosca, Varsavia e Rio de Janeiro, pronuncia a Parigi un discorso contrario alla bozza del trattato di pace tra l'Italia e le potenze alleate vincitrici. Il presidente del consiglio, in particolare, contesta la cessione di territori sui quali la sovranità italiana era stata riconosciuta già in epoca antecedente all'avvento del regime fascista e ritiene il documento non conforme ai principi di giustizia evocati alla conferenza di luglio.
- 12 agosto - Il governo viene chiamato a decidere sullo sblocco dei licenziamenti dopo il fallimento di una trattativa tra Confindustria e sindacati.

#### Settembre
- 2 settembre - Si apre la "piccola crisi" del governo: il ministro Corbino si dimette dal dicastero del tesoro e accusa il PCI di non rispettare il programma economico concordato all'atto della formazione del governo.
- 5 settembre - A seguito di una tesa manifestazione di donne contro il carovita a Torino, il consiglio dei ministri fa propria l'iniziativa del prefetto di istituire un calmiere dei prezzi;
De Gasperi e il cancelliere austriaco Karl Gruber firmano gli accordi sul Trentino-Alto Adige. L’Italia si impegna a riconoscere alla regione ampia autonomia linguistica, economica, amministrativa e culturale.
- 12 settembre - Sono accettate le dimissioni del ministro Corbino.
- 18 settembre - Il ministro Corbino viene sostituito con Giovanni Battista Bertone;
al Comitato centrale del PCI Togliatti elogia la sostituzione di Corbino e chiede che il governo prenda un deciso impegno anti-liberista, vari una politica fiscale che colpisca i ceti abbienti e metta mano alla riforma agraria.
De Gasperi illustra alla costituente le linee guida della politica economica del governo.
- 27 settembre - La Costituente vota la fiducia alla politica economica del governo con 331 favorevoli e 58 contrari.

#### Ottobre
- 9 ottobre - Una manifestazione degli edili a Roma si trasforma in guerriglia urbana. Durante gli scontri a piazza del Viminale due manifestanti uccisi e 141 feriti. Il giorno dopo in ospedale morirà, per le ferite riportate, un altro operaio. Il PCI denuncia le responsabilità dei grandi appaltatori romani e dei provocatori neofascisti, estranei ai lavoratori.
- 11 ottobre - CGIL e Confindustria, mediatore il ministro Campilli, raggiungono un’intesa di massima per il trattamento salariale e la contingenza. L'accordo stabilisce un aumento del 3,5% e del 50% sugli assegni familiari per i figli. Le ferie sono portate a 12 giorni e pagate le festività infrasettimanali, la gratifica natalizia e la tredicesima. L'accordo definitivo è siglato il 30 settembre.
il Governo vara il prestito nazionale sulla ricostruzione.
- 14 ottobre - Il comitato centrale del PRI respinge la proposta di Randolfo Pacciardi di uscire dal governo.
- 17 ottobre - De Gasperi lascia l'interim degli esteri. Il nuovo ministro è Pietro Nenni.

#### Novembre
- 20 novembre - Il Giornale d’Italia pubblica le interviste parallele di Giuseppe Saragat e di Mario Zagari, leader rispettivamente di «Critica sociale» e di «Iniziativa socialista» all'interno del PSI. Entrambi criticano la linea del partito che considerano troppo appiattita sulle posizioni del PCI e mettono in discussione il Patto di unità d’azione e la permanenza del PSIUP nel governo.

#### Dicembre
- 22 dicembre - Nel discorso pastorale alla diocesi di Roma Pio XII denuncia il grave pericolo rappresentato dalle sinistre.
Nello studio di Giuseppe Saragat si incontrano i rappresentanti di Critica sociale e di Iniziativa socialista, divisi sulle strategie i due gruppi sono uniti da una comune avversione al PCI. Ad eccezione di Saragat, ormai deciso, permangono incertezze sulla scissione. Le assemblee delle due correnti definiranno le loro posizioni nelle rispettive assemblee del 7-8 gennaio 1947.
- 24 dicembre - I veti reciproci tra la DC e il PCI-PSI bloccano l'elezione del sindaco: la DC propone un sindaco democristiano con inclusione nella giunta dei monarchici; PCI e PSI sostengono una giunta di sinistra e propongono un sindaco repubblicano.
- 26 dicembre - Viene fondato il Movimento Sociale Italiano, che dà subito a intendere di poter appoggiare la DC nella politica romana.

### 1947

#### Gennaio
- 3/15 gennaio - Viaggio di De Gasperi negli USA. Il presidente degli Stati Uniti Truman si impegna a garantire all’Italia il massimo di aiuti economici, 50 milioni di dollari, per la collaborazione offerta nel periodo di permanenza delle truppe americane in Italia. La Export-Import Bank concede un prestito di 100 milioni di dollari.
- 7 gennaio - Si svolgono le assemblee di Iniziativa socialista e di Critica sociale. La prima si conclude con la decisione di non partecipare al congresso del PSIUP e dar vita ad un nuovo partito. Nella seconda, molto contrastata, solo un terzo dei delegati si pronuncia per la scissione immediata.
- 17/18 gennaio - Al Teatro comunale di Bologna si svolgono i lavori del XIX congresso del PRI. Il segretario Randolfo Pacciardi, auspicando un’alleanza con il nuovo partito di Saragat e la formazione di un «grande partito democratico», propone di ritirare l’appoggio al governo.
- 18 gennaio - De Gasperi si consulta coi ministri democristiani circa gli orientamenti del congresso repubblicano e i venti di scissione nel PSI: mentre il PCI si dichiara contrario alla crisi di governo, De Gasperi annuncia per il 20 gennaio la conferenza stampa sui risultati del suo viaggio negli Stati Uniti.
- 20 gennaio - Nella preannunciata conferenza stampa sul suo viaggio negli USA e sulla situazione politica De Gasperi afferma che la scissione socialista e le dichiarazioni del congresso repubblicano esigono un chiarimento politico. Alle 19 rassegna le dimissioni nelle mani del capo provvisorio dello stato.

### Esplicative
1. 1 2 3  In quota Partito Liberale Italiano (PLI).
2. ↑  Viene qui riportata la situazione parlamentare solo di questa camera poiché, ai sensi del Decreto legislativo luogotenenziale 98/1946 (Art. 3), durante tale periodo provvisorio l’assetto parlamentare veniva integralmente rimesso nelle sole mani della Costituente, creando così un transitorio monocameralismo.
3. ↑  Di cui un membro del Partito Democratico del Lavoro (PDL) eletto al di fuori dell’alleanza ed associatosi successivamente.
4. ↑  Altresì con l’incarico di gestione del Ministero per la Costituente, il quale fu tuttavia soppresso con D. Lgs. del Capo provvisorio dello Stato del 2 agosto 1946, n. 54 e reso un ufficio stralcio presso la Presidenza del Consiglio dei ministri denominato Coordinatore dei Rapporti tra il Governo e la Costituente.[6]
5. ↑  Altresì Ministro per la Costituente fino al 2/8/1946, poi Coordinatore dei Rapporti tra il Governo e la Costituente fino al 18/10/1946.
6. ↑  Altresì Coordinatore dei Rapporti tra il Governo e la Costituente.

### Bibliografiche
1. ↑   Oggi i Ministri prestano giuramento di fronte al Presidente della Repubblica (PDF), in L'Unità, 14 luglio 1946,  p. 1.
«Il Presidente della Repubblica ha ieri firmato i decreti di nomina dei Ministri che comporranno il primo Governo della Repubblica Italiana. La cerimonia del giuramento, che era prevista per ieri, è stata fissata per oggi a mezzogiorno, dato che si è voluto prima attendere che, giusta i termini dell'armistizio ancora in vigore, gli Alleati dessero il loro assenso per la nomina dei Ministri militari.»
2. ↑   Oggi il primo governo repubblicano presterà giuramento nelle mani di De Nicola, in La Stampa, 14 luglio 1946,  p. 1.
3. ↑   Vi auguro lavoro fecondo, in Corriere d'Informazione, 15-16 luglio 1946.
«Ieri nella residenza del Capo provvisorio dello Stato...Il primo Governo della Repubblica ha prestato giuramento»
4. ↑   Comincia il lavoro, in La Stampa, 4 febbraio 1947,  p. 1.
«Roma 3 febbraio. Quasi tutti i componenti del nuovo Ministero De Gasperi hanno prestato giuramento nelle mani del Capo dello Stato domenica verso le 13..»
5. ↑   Dimissioni del Ministero De Gasperi, in La Stampa, 21 gennaio 1947,  p. 1.
6. ↑   D.Lgs. 2 agosto 1946, n. 54, su gazzettaufficiale.it, Gazzetta Ufficiale.